# Ihringen
Ihringen – miejscowość i gmina w Niemczech, w kraju związkowym Badenia-Wirtembergia, w rejencji Fryburg, w regionie Südlicher Oberrhein, w powiecie Breisgau-Hochschwarzwald, wchodzi w skład wspólnoty administracyjnej Breisach am Rhein. Leży ok. 17 km na północny zachód od centrum Fryburga Bryzgowijskiego.

## Współpraca
Miejscowości partnerskie:
- Munster, Francja
- Ruhpolding, Bawaria
- Wattwiller, Francja